# Bosloofslak
De bosloofslak (Monachoides incarnatus) is een slakkensoort uit de familie van de Hygromiidae. De wetenschappelijke naam van de soort werd in 1774 als Helix incarnata voor het eerst geldig gepubliceerd door de Deense natuuronderzoeker Otto Friedrich Müller.

## Kenmerken
Het slakkenhuisje meet 9 tot 11 mm bij 13 tot 16 mm wanneer het volledig volgroeid is. Het is laagconisch en bolvormig in algemene zin. Het heeft 6 tot 6,5 windingen die regelmatig toenemen. De laatste winding daalt net voor de mond iets naar beneden. De mondrand is gebogen en voorzien van een sterke binnenlip; in omtrek is de mondrand elliptisch. In populaties in Zuid-Zwitserland kan zelfs een tand worden ontwikkeld. De rand van de mond is rood, de binnenlip is wit. De navel is op zijn minst gedeeltelijk open, maar erg smal (ongeveer 1/10e van de diameter). Het kan gedeeltelijk worden verborgen door de gevouwen spindelvouw.
De kleur van het huisje varieert van geelgrijs tot overwegend roodbruin, waaraan de naam is ontleend. Het oppervlak heeft een doffe glans en is voorzien van een zeer fijn en regelmatig rasterwerk. Het patroon ziet eruit als zeer regelmatige, smalle, langwerpige vissenschubben. Er zijn ongeveer 130 van dergelijke schalen per vierkante millimeter. Dit patroon is zeer karakteristiek en maakt het zelfs mogelijk om schelpfragmenten aan deze soort toe te kennen.
Het zachte lichaam van het dier is meestal bleekrood; het voorste deel donkergrijs. De kleur van het zachte lichaam varieert echter aanzienlijk; het kan tot diep zwart reiken. Albinisme komt ook voor.

### Vergelijkbare soorten
Het huisje van de bosloofslak verschilt van Monachoides vicinus doordat hij een vlakker bovenoppervlak heeft, een open navel en een fijner oppervlaktepatroon. Andere huisjesslakken met vergelijkbare vormen missen het netvormige patroon.

## Geografische verspreiding en leefgebied
De bosloofslak komt voor in West- en Centraal-Europa, in het noorden tot Zuid-Zweden en in het zuiden tot Noord-Italië. Het verspreidingsgebied strekt zich uit over Polen, Oostenrijk, Hongarije, Roemenië tot Bulgarije, Oekraïne en Zuid-Rusland.
De soort leeft onder stenen, struiken en bladeren in het bladafval van vochtige bossen, aan de oevers van water, maar meestal zeer verspreid. Ook in tuinen, wijngaarden of dennenbossen komt de soort minder vaak voor. In geschikte leefgebieden kan echter een hoge dichtheid van individuen worden bereikt. Jonge dieren worden ook in bomen of in de kruidachtige laag aangetroffen. In Zwitserland en Bulgarije leeft de soort tot 1600 meter boven zeeniveau.